# Rosegarden
Rosegarden est un logiciel libre de création musicale fonctionnant sur le système Linux, permettant notamment d'éditer des partitions et de s'interfacer avec des instruments de musique via le standard MIDI.
Son auteur initial, Chris Cannam, a été aidé principalement par Richard Bown et Guillaume Laurent. Le projet Rosegarden a débuté en 1993 à l'Université de Bath.

## Fonctionnalités
- Séquenceur MIDI et audio,
- Éditeur de partitions,
- Gestion des instruments, banques de sons et événements MIDI,
- Compatible avec JACK pour la synchronisation avec d'autres logiciels (peut tourner sans),
- Greffons d'effets DSSI y compris Windows VST via DSSI-VST, et LADSPA,
- Lecture des fichiers MIDI et Hydrogen,
- Enregistrements aux formats MIDI, Csound, LilyPond, MusicXML, Mup,
- Interface utilisateur disponible dans une dizaine de langues dont le français,
- Documentation en anglais, traduite en allemand, japonais et suédois.

Rosegarden n'est pas capable de synthétiser des sons, il utilise une interface MIDI ou des plugins s'interfaçant avec FluidSynth ou TiMidity++ pour jouer de la musique.
Depuis sa version 10.02, Rosegarden est une application Qt (version 4) ce qui le fait disponible sur de nombreuses plateformes. Cependant, la plupart des greffons et extensions reposent sur des bibliothèques qui n'existent que sur Linux.